# Dock Sud
Dock Sud es una ciudad del partido de Avellaneda y que forma parte del Área Metropolitana de Buenos Aires, Argentina. Es colindante con la Ciudad Autónoma de Buenos Aires por medio de río Matanza-Riachuelo. Fue nombrada ciudad oficialmente el 16 de octubre de 2014. 
Su nombre proviene de la dársena (dock, en inglés) construida en la orilla sur del Riachuelo, que hoy constituye el Puerto de Dock Sud, utilizado en gran parte por buques petroleros. La actividad industrial más importante de la localidad está concentrada en el Polo Petroquímico Dock Sud, un complejo donde confluyen varias industrias petroquímicas. Las actividades del Polo Petroquímico contribuyen a la degradación ambiental de la zona, con importantes impactos sobre los cursos de agua, el suelo y la salud humana.

## Historia
Desde principios del siglo XX y hasta los años 1950 existían unos recreos populares, tales como "El Pasatiempo", "El Alemán", "Ceresetto", a donde acudían la clase media baja y baja de la sociedad porteña, que solían pasar momentos agradables allí. Había infinidad de quintas en donde se podían encontrar todo tipo de verduras y frutas. Por otro lado, la costa del Río de la Plata era una zona de veraneo en donde la gente solía pasar los fines de semana bañándose en sus limpias aguas. Se destaca la calidad de vida de sus pobladores, quienes en décadas pasadas pertenecieron a una clase media alta, ya que la mayoría eran contratistas, torneros, carpinteros, mecánicos, obreros especializados, etc.
Fue un lugar en donde proliferaban industrias y talleres de todo tipo, como los frigoríficos "Anglo" y "La Blanca", la jabonera "Lever Hnos", la papelera "Chiozza", la fábrica de ventiladores "Toth", la fábrica de cocinas "Dauco", los talleres navales "Príncipe y Menghi", la "Ribereña del Plata", "Dodero", los astilleros "Alianza" (uno de los más grandes de Sudamérica), las petroleras Shell, Esso y Astra, La "Compañía Química", las usinas "Italo" (de corriente continua), la aceitera "Dock Oil" y la "Chade" (después Cade y SEGBA), que cargaba carbón para las calderas directamente desde el puerto con una gigantesca grúa propia. Además había un gran "Elevador de granos".
Siempre fue un barrio en donde convergía gente de todas las nacionalidades, quienes le habían dado a la localidad un estilo progresista nunca visto y que era único en el cono sur en cuanto al comercio internacional y local, ya que en este puerto se concentraba todo el comercio con la carga y descarga de buques. Desde sus comienzos, y debido a la superpoblación de gente, surgieron los conventillos de chapa y madera, de dos y hasta tres pisos de altura, construidos a comienzos del siglo XX por inmigrantes italianos, polacos, yugoslavos y españoles.
En los años 1960, ya había en la zona unos 150 bares y restaurantes que fueron desapareciendo a medida que iban disminuyendo los pobladores de la zona. En la actualidad quedan unos pocos bares.
Dock Sud cuenta con los servicios de gas natural, agua corriente, cloacas, y energía eléctrica. 
Actualmente, el comercio en general está actualizado en cuanto a productos y a calidad. 
La Autopista Buenos Aires - La Plata le ha dado a Dock Sud un nuevo envión en cuanto a las comunicaciones viales con la zona sur y la Capital Federal. Su zona céntrica se ubica en las calles Leandro N Alem y Huergo, abarcando también las calles Nicolás Avellaneda y Agustín Debenedetti.

### Apodo
En el lenguaje coloquial la zona de Dock Sud suele ser llamada El Docke. Esta designación suele ser confundida con la de la Isla Maciel debido a su inmediatez geográfica.

## Población

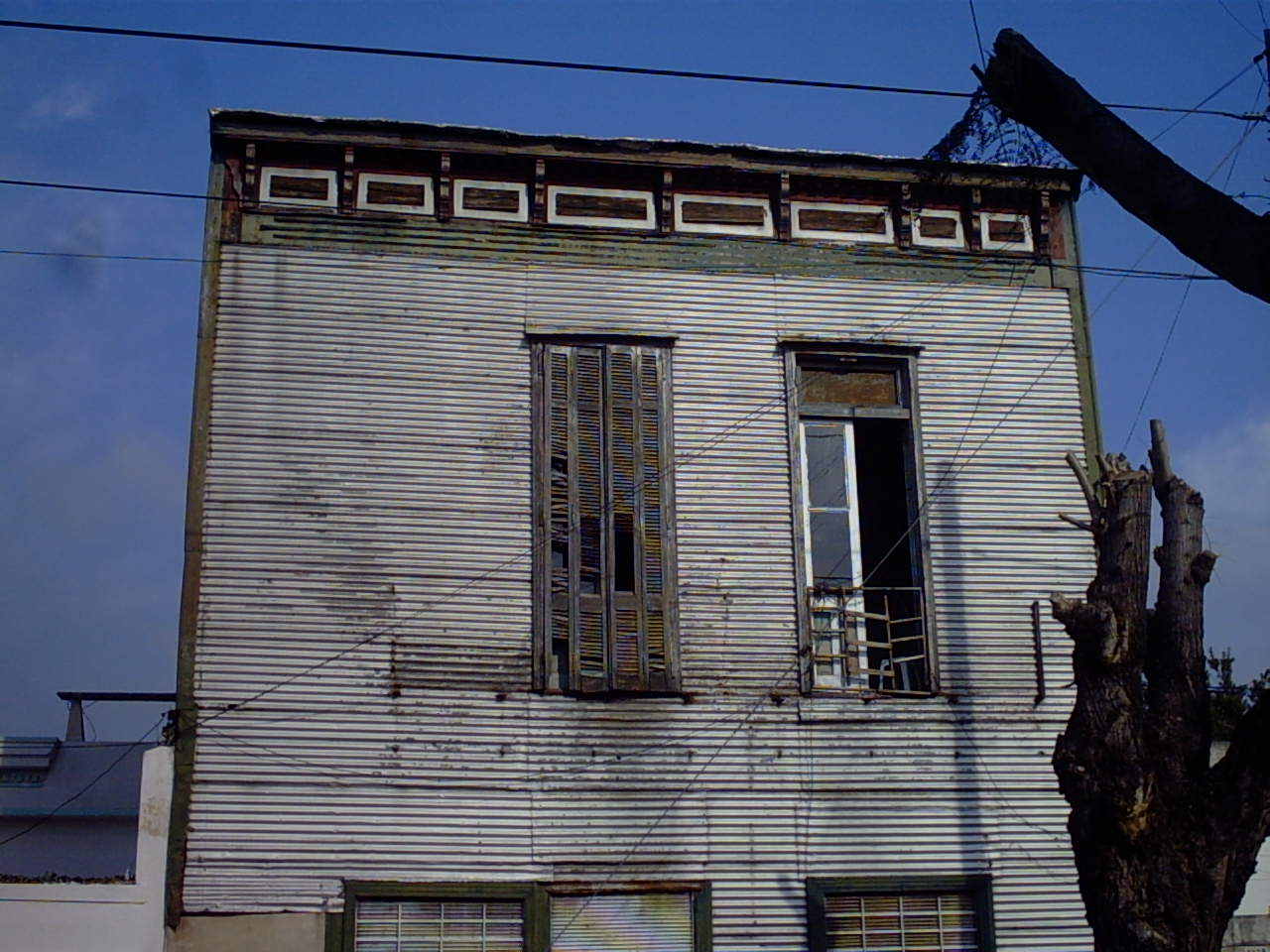
Típica casa de chapa de 1904

La mayoría de la gente que comenzó a habitar la zona a fines de la década de los 80 y 90 son hijos de los inmigrantes que forjaron esta localidad para formar esa masa homogénea de ciudadanos trabajadores y progresistas. Además, se han integrado nuevas corrientes de pobladores autóctonos, lo que le da a la ciudad de Dock Sud una fisonomía distinta y cálida en las relaciones entre vecinos. En los últimos años el paisaje urbano cambió con la instalación de modernos edificios que hoy albergan empresas de tecnología, que comparten el espacio con pequeños talleres.
En el año 2022, se llevó a cabo el último censo de la zona que indicó un total de 38 874 habitantes y un total de 12 847 hogares en una zona total de 10 km.

### Conjunto Habitacional Nicolás Avellaneda
El Conjunto Habitacional Nicolás Avellaneda es más conocido como Las Torres, un barrio muy popular en Dock Sud. Se terminó de construir hacia el año 1980 como parte del Plan Alborada, un emprendimiento de vivienda del gobierno de Héctor Cámpora. Las obras fueron divididas en 2 etapas, y serían en total 5000 unidades de vivienda. Sin embargo, solo la 1ª etapa de 1188 departamentos fue terminada y entregada ya que con la caída del gobierno de Isabel Perón, el proyecto quedó inconcluso.
Está compuesto por once grupos de edificios y torres. Posee el Centro de Jubilados 2 de Abril, la escuela primaria N.º 9 "Manuel N. Savio" y la sociedad de fomento Unión Familiar las Torres. Allí se filmó gran parte de la miniserie Okupas (año 2000).

## Otros
Se han hecho remodelaciones y puesta en valor de la calle Leandro N. Alem y el 11 de noviembre se ha inaugurado en Dock Sud el Polideportivo más grande del partido de Avellaneda, en un predio de cuatro manzanas, con un estadio con las medidas oficiales para la práctica de todos los deportes, el cual tiene todas las comodidades para ser aprovechado por la comunidad de Dock Sud. Toda la infraestructura presentada y su calidad aplicada y destinada al deporte social le permitirá también crecer en todos los deportes de alta competencia. Se ha remodelado y renovado la Unidad Sanitaria N.º 2 de la calle Mazzini 1325. También cuenta con la Sociedad de Fomento "Unión Familiar Las Torres" donde se ocupan de la parte cultural y deportiva del barrio. Se ocupan de organizar todos los años eventos tales como el día del niño y carnavales.

## Parroquias de la Iglesia católica en Dock Sud
| Diócesis   | Avellaneda-Lanús                                                                             |
| ---------- | -------------------------------------------------------------------------------------------- |
| Parroquias | Santa Catalina de Siena, Sagrado Corazón de Jesús, Nuestra Señora de Fátima (en Isla Maciel) |

## Polo Petroquímico Dock Sud
El Polo Petroquímico Dock Sud es un complejo industrial ubicado en la zona de Dock Sud, Avellaneda, provincia de Buenos Aires, Argentina, en la cuenca Matanza Riachuelo. El Polo tiene una superficie aproximada de 380 ha y concentra alrededor de 44 empresas. La mayoría de las empresas están dedicadas a los productos petroquímicos, con instalaciones de YPF, Shell, Petrobras y DAPSA (Destilería Argentina de Petróleo S.A.). Es el principal polo hidrocarburífero urbano del país, con más del 50% del trabajo en el Puerto de Dock Sud dedicado a la industria petroquímica. Según datos del 2008, se estimaba que el Polo Petroquímico generaba el 5% del PBI de la provincia de Buenos Aires. En el complejo también hay varios depósitos de químicos y la Central eléctrica Dock Sud. En la zona se encuentra además un depósito del CEAMSE, varios rellenos industriales y basurales clandestinos.

## En la cultura popular

### Documentales
El documental Dársena Sur de 1998 trata sobre la vida en este barrio.

## Deportes
La ciudad acoge al club de fútbol Sportivo Dock Sud que participa en la Primera B Metropolitana, la tercera división del fútbol nacional correspondiente a los clubes directamente afiliados a la Asociación del Fútbol Argentino. Juega sus partidos de local en el Estadio de los Inmigrantes que cuenta con una capacidad mayor a 9000 espectadores.
Posee varios clubes sociales, entre los cuales quien más se destacó es el ya mencionado Sportivo Dock Sud, que es el representante futbolístico de esta ciudad, fundado el 1º de septiembre de 1916.